# (332) Siri
(332) Siri – planetoida z pasa głównego asteroid okrążająca Słońce w ciągu 4 lat i 226 dni w średniej odległości 2,77 j.a. Została odkryta 19 marca 1892 roku w Landessternwarte Heidelberg-Königstuhl w Heidelbergu przez Maxa Wolfa. Pochodzenie nazwy planetoidy nie jest znane.